# B-307
Le B-307 (russe : Б-307)   est un ancien sous-marin d'attaque conventionnel de la marine soviétique du Projekt 641B-Com (code OTAN - classe Tango)  mis en service en 1980 dans la flotte du Nord et décommissionné en 2002. Il est exposé à  Togliatti en tant que navire musée au Musée technique de JSC AVTOVAZ .

## Historique
Pendant quinze ans, le sous-marin a fait partie de la 4ème escadrille de sous-marins de la Flotte du Nord à Poliarny dans l'Oblast de Mourmansk .
Du 5 janvier 1985 à septembre 1985, il a effectué un service de combat en Méditerranée, faisant escale à Annaba (Algérie) et à la base navale russe de Tartous (Syrie).

## Préservation
En 2002, le sous-marin a été préparé pour son déclassement et son transfert au musée technique de JSC AvtoVAZ (Togliatti) avec de nombreux incidents techniques et administratifs. À l'automne 2004, le bateau a été mis sur terre et à l'hiver 2005, le long d'une route spécialement créée de 4,5 kilomètres de long, il a été emmené au musée. Après de petites réparations esthétiques, le bateau a reçu ses premiers visiteurs en tant que navire musée.

## Galerie

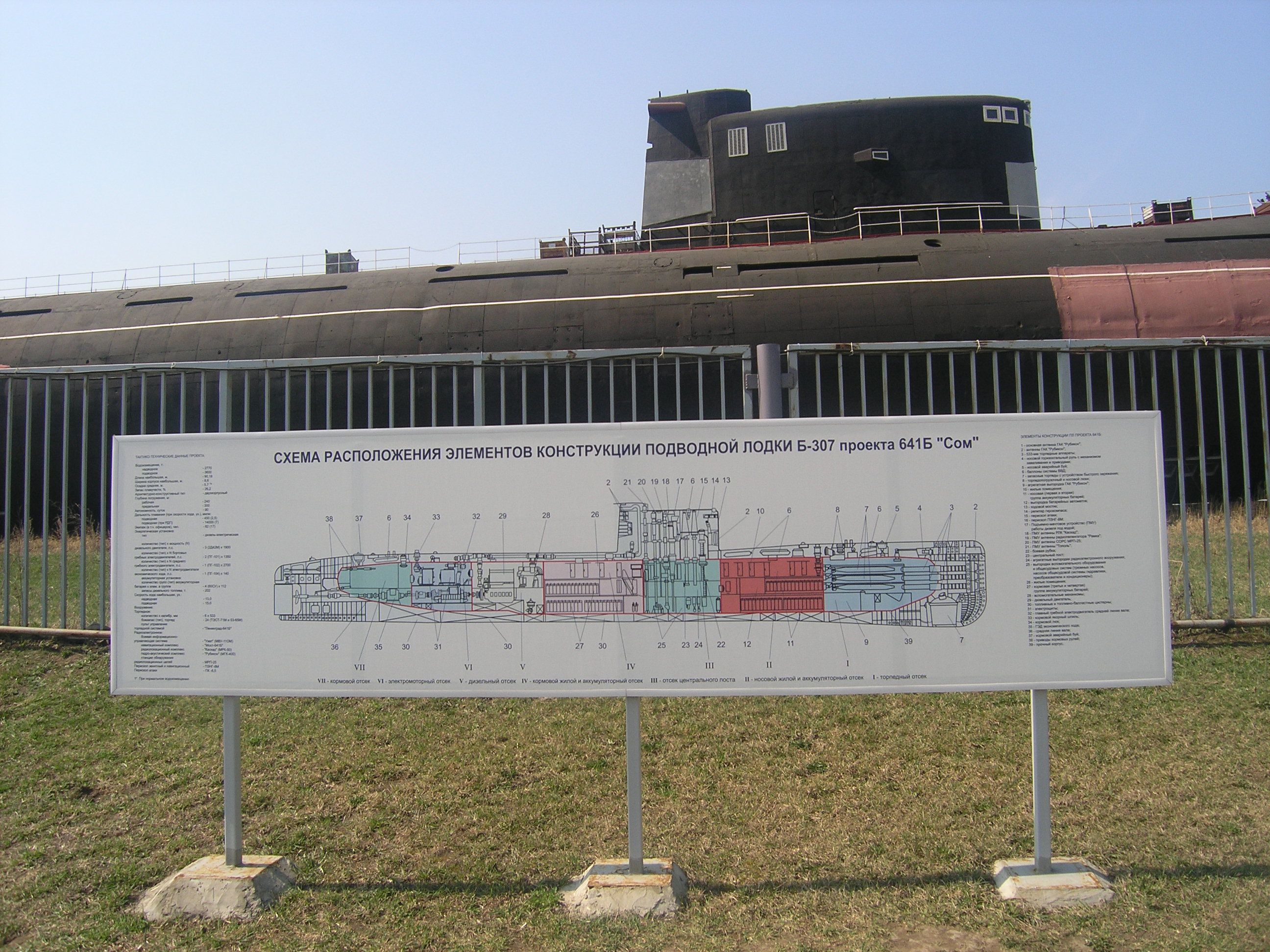
Plan d'exposition
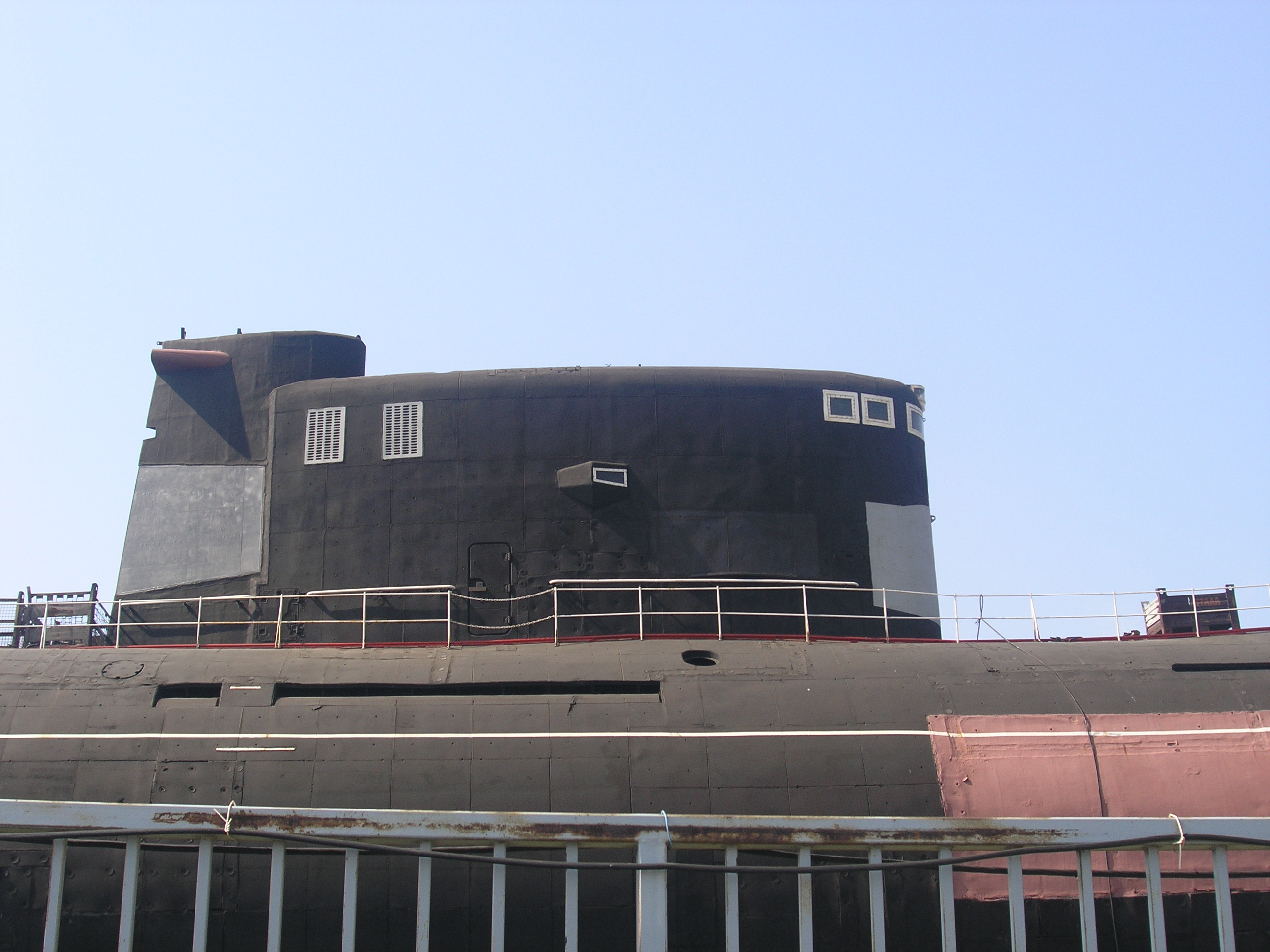
Le kiosque